# Pipistrellus arabicus
Pipistrellus arabicus is een zoogdier uit de familie van de gladneuzen (Vespertilionidae). De wetenschappelijke naam van de soort werd voor het eerst geldig gepubliceerd door Harrison in 1979.

## Voorkomen
De soort komt voor in Iran en Oman.